# Castelo de Montalbán
O Castelo de Montalban (Castillo de Montalbán) é um castelo em San Martín de Montalbán, província de Toledo, na Espanha, que fica 100 metros acima do rio Torcón O castelo é propriedade do Ducado de Osuna desde o século XV e foi declarado monumento histórico em 1931. A Asociación Hispania Nostra incluiu o castelo na 'Lista Roja del Patrimonio', uma lista do património histórico em risco.